# Anton Kabanen
Anton Kabanen (1987. augusztus 11. –) finn gitáros, a Beast in Black együttes alapító tagja. Korábban a  Battle Beast gitárosa volt 2008-tól, innen 2015-ben távozni kényszerült nézeteltérések miatt, ezt követően megalakította új együttesét.

## Diszkográfia

### Battle Beast
- Steel (2011)
- Battle Beast (2013)
- Unholy Savior (2015)

### Beast in Black
- Berserker (2017)
- From Hell with Love (2019)
- Dark Connection (2021)